# Años 630 a. C.
Los años 630 antes de Cristo transcurrieron entre los años 639 a. C. y 630 a. C. 

## Acontecimientos
- En Zaragoza (España) se registran los primeros asentamientos humanos.
- 636 a. C.: en China, el duque Wen de Jin asciende al poder en el estado de Jin durante la dinastía Zhou.
- 634 a. C.: en la pequeña ciudad de Roma, sus habitantes afirman que este año ―120 años después de la fundación (en el 753 a. C.)― se producirá el fin del mundo, basados en el mito de las 12 águilas que revelaron un número místico a Rómulo.[1]
- 632 a. C.: 
  - El descontento social con el Areópago, consejo de nobles encargado de designar a los magistrados responsables de la dirección de los asuntos bélicos, religiosos y legislativos de Atenas, desemboca en un intento de acabar con él durante la dictadura de Cilón.[2]
  - En Atenas, el aristócrata Cilón, toma la Acrópolis en un intento fallido de hacerse rey.
  - En China, el reino de Jin y sus aliados derrotan en la batalla de Chengpu al reino de Chu y sus aliados.
- 631 a. C. (fecha aproximada): en Libia (Norte de África) se funda Cirene, una colonia griega.
- 631 a. C.: en Lidia, Sadiates se convierte en rey.

## Personas destacadas
- 638 a. C.: nacimiento de Solón, legislador de Atenas (fecha aproximada).
- 637 a. C.: fallecimiento del duque Xiang de Song en China.
- 632 a. C.: nacimiento de Suizei, segundo emperador de Japón.